# Амирханов, Хафиз Юсиф оглы
Хафиз Амирханов Юсиф оглы (азерб. Hafiz Yusif oğlu Əmirxanov; род. 5 ноября 1940, Баку) — азербайджанский архитектор, лауреат Государственной премии Азербайджанской ССР (1982 год), Заслуженный архитектор Азербайджанской Республики (1991 год), первый вице-президент Союза архитекторов Азербайджана (1989—2007 годы).

## Биография
Хафиз Юсиф оглу Амирханов родился 5 ноября 1940 года в городе Баку. После окончания средней школы в 1960—1963 годах прошёл военную службу в рядах Советской армии, после чего вернулся и в 1964 году поступил в архитектурный факультета отдел строительства Азербайджанского Политехнического Института. После окончания института в 1969 году начал свою профессиональную деятельность в области архитектуры.
В 1972—1987 годах он занимал должность главного архитектора и начальника отдела в Бакинском Государственном Проектном Институте. В те годы он также работал над несколькими проектами, включая проект дворца «Гюлюстан», над которым он непосредственно работал и участвовал в его строительстве. В 1987 году по распоряжению Государственного Комитета по градостроительству Азербайджанской ССР он был назначен директором филиала новообразованного института «Азердовлетлайихэ» в городе Сумгаит, а в 1988 году вернулся в Баку.
С 1989 по 2007 годы Хафиз Амирханов занимал должность первого вице-президента Азербайджанского Союза Архитекторов. Он продолжал свою творческую и педагогическую деятельность, получив звание доцента.

## Звания и награды
- Почётное звание «Заслуженный архитектор Азербайджана» — 20 декабря 1991 года[2]
- Государственная премия Азербайджанской ССР — 1982 год (за проект дворца «Гюлюстан»)
- Орден «Слава» — 19 апреля 2000 года[3]
- Персональная пенсия Президента Азербайджанской Республики — 25 ноября 2016 года[4]